# Адмиралъ
«Адмира́лъ» — российский историко-художественный кинофильм режиссёра Андрея Кравчука, повествующий о жизни боевого офицера военно-морского флота, впоследствии адмирала, руководителя Белого движения, Верховного главнокомандующего Русской армией, Верховного правителя России Александра Васильевича Колчака. Слоган фильма — цитата из Библии «Ибо крепка, как смерть, любовь».
Фильм занял второе место в кинопрокате России 2008 года.
В России премьера состоялась 9 октября 2008 года, предпремьерные показы проводились 7 и 8 октября.
10-серийная телеверсия фильма транслировалась с 19 октября по 3 ноября 2009 года на Первом канале.

## Сюжет
События разворачиваются в период 1915—1920 годов на фоне Первой мировой войны, крушения Российской империи, двух революций (Февральской и Октябрьской), а также Гражданской войны.
На фоне гибнущей империи показана история личной жизни и службы адмирала Александра Васильевича Колчака.
В основу фильма легли реальные этапы биографии Александра Колчака как флотоводца, который участвовал в военных столкновениях на Балтике и занимал пост главнокомандующего Черноморским флотом, и лидера белого движения, который в 1918 году стал Верховным правителем России и руководил огромной территорией — Урал, Сибирь, Дальний Восток. Большое внимание уделено отношениям с семьей и поздней любовью адмирала — Анной Васильевной Тимирёвой.

## В ролях
| Актёр                | Роль                                                  |
| -------------------- | ----------------------------------------------------- |
| Константин Хабенский | адмирал Александр Колчак                              |
| Сергей Безруков      | генерал Владимир Каппель                              |
| Елизавета Боярская   | Анна Тимирёва                                         |
| Егор Бероев          | контр-адмирал Михаил Смирнов (друг Колчака)           |
| Анна Ковальчук       | Софья Колчак                                          |
| Барбара Брыльска     | Роза Карловна                                         |
| Владислав Ветров     | Сергей Тимирёв                                        |
| Николай Бурляев      | император Николай II                                  |
| Виктор Вержбицкий    | Александр Керенский                                   |
| Кирилл Плетнёв       | мичман Фролов                                         |
| Александр Тютин      | Сергей Зефиров                                        |
| Игорь Савочкин       | генерал Войцеховский                                  |
| Виталий Зикора       | Петр Вологодский                                      |
| Виктор Раков         | председатель Чрезвычайной следственной комиссии Попов |
| Андрей Руденский     | член Чрезвычайной следственной комиссии Алексеевский  |
| Александр Шаврин     | Лукьянчиков                                           |
| Сергей Кудрявцев     | Денике                                                |
| Николай Реутов       | Чудновский                                            |
| Максим Дрозд         | Бурсак, комендант Иркутска                            |
| Дмитрий Сутырин      | адъютант Князев                                       |
| Сейдулла Молдаханов  | Хасан                                                 |
| Евгений Березовский  | штабист Колчака                                       |
| Михаил Лучко         | Капитан Чириков                                       |
| Владимир Дьячков     |                                                       |

| Актёр                   | Роль                                                           |
| ----------------------- | -------------------------------------------------------------- |
| Дмитрий Щербина         | Владимир Рыбалтовский                                          |
| Анатолий Пашинин        | Ростислав Огнивцев                                             |
| Александр Клюквин       | Виктор Пепеляев                                                |
| Олег Фомин              | офицер Подгурский                                              |
| Александр Ефимов        | офицер Удинцев                                                 |
| Александр Лазарев (мл.) | генерал-майор Дмитрий Лебедев                                  |
| Владимир Зайцев         | генерал-майор Бронислав Зиневич                                |
| Андрей Толубеев         | вице-адмирал Николай Эссен (роль озвучивал Владимир Долинский) |
| Ришар Боренже           | генерал Морис Жанен                                            |
| Андрей И                | атаман Григорий Семёнов                                        |
| Александр Баргман       | Конторович, матрос                                             |
| Сергей Власов           | капитан Нестеров                                               |
| Наталья Парашкина       | Мария Бочкарева                                                |
| Фёдор Бондарчук         | режиссёр Сергей Фёдорович Бондарчук                            |
| Ада Роговцева           | Анна Тимирёва в старости                                       |
| Михаил Елисеев          | майор Корняк                                                   |
| Виталий Кудрявцев       | Адъютант императора Николая II                                 |

## Саундтрек
- Виктория Дайнеко — Анна (сл. Анна Тимирёва, муз. Игорь Матвиенко). Игорь Матвиенко написал музыку к стихотворению Анны Тимирёвой о Колчаке.
- Валерий Меладзе — Вопреки (сл. и муз. Константин Меладзе)
- «Любэ» — Мой Адмирал (сл. и муз. Игорь Матвиенко). Посвящена взаимоотношениям контр-адмирала российского флота Александра Васильевича Колчака с Анной Тимирёвой[4]. Песня номинировалась на VII ежегодной национальной телевизионной премии в области популярной музыки Муз-ТВ-2009 в номинации «Лучший саундтрек»[5].

Лидер группы «Алиса» Константин Кинчев написал для фильма песню «В путь»: «Ко мне обратилось телевидение, ОРТ, с просьбой написать песню к киноленте. Кинолента называлась „Адмирал“. Получилась у меня вот такая песня. Я её показал ОРТ, они её не приняли, и слава Богу, потому что эта песня такого убогого фильма не достойна. Фильм абсолютно плоский, попсовый».

## Награды и номинации
| Награды и номинации     | Награды и номинации                    | Награды и номинации                                                   | Награды и номинации | Награды и номинации |
| Награда                 | Категория                              | Номинант                                                              | Результат           |                     |
| ----------------------- | -------------------------------------- | --------------------------------------------------------------------- | ------------------- | ------------------- |
| MTV Russia Movie Awards | «Лучший фильм»                         |                                                                       | Победа              |                     |
| MTV Russia Movie Awards | «Лучшая мужская роль»                  | Константин Хабенский                                                  | Победа              |                     |
| MTV Russia Movie Awards | «Лучшая женская роль»                  | Елизавета Боярская                                                    | Победа              |                     |
| MTV Russia Movie Awards | «Самая зрелищная сцена»                |                                                                       | Победа              |                     |
| MTV Russia Movie Awards | «Лучший поцелуй»                       | Елизавета Боярская и Константин Хабенский                             | Номинация           |                     |
| MTV Russia Movie Awards | «Лучшая драка или сражение»            | Российский миноносец «Сибирский стрелок» заманивает на минное поле    | Номинация           |                     |
| «Золотой орёл»          | «Лучшая мужская роль в кино»           | Константин Хабенский                                                  | Победа              |                     |
| «Золотой орёл»          | «Лучшая операторская работа»           | Алексей Родионов и Игорь Гринякин                                     | Победа              |                     |
| «Золотой орёл»          | «Лучшая работа художника по костюмам»  | Мария Мордкович, Екатерина Гмыря, Наталья Стыцюк и Людмила Плетникова | Победа              |                     |
| «Золотой орёл»          | «Лучшая работа звукорежиссёра»         | Александр Копейкин и Владимир Литровник                               | Победа              |                     |
| «Золотой орёл»          | «Лучший игровой фильм»                 |                                                                       | Номинация           |                     |
| «Золотой орёл»          | «Лучший сценарий»                      | Владимир Валуцкий и Зоя Кудря                                         | Номинация           |                     |
| «Золотой орёл»          | «Лучшая работа художника-постановщика» | Александр Загоскин и Мария Турская                                    | Номинация           |                     |
| «Золотой орёл»          | «Лучшая музыка к фильму»               | Руслан Муратов и Глеб Матвейчук                                       | Номинация           |                     |
| «Ника»                  | «Лучшая мужская роль»                  | Константин Хабенский                                                  | Номинация           |                     |
| Sannio FilmFest         | «Лучший фильм — премьера»              |                                                                       | Победа              |                     |

## Съёмки
- Работа на картиной продолжалась более четырёх лет, сами съёмки заняли полтора года с перерывами (210 съёмочных дней). Были задействованы города: Москва, Санкт-Петербург, Екатеринбург, Cевастополь, Торжок, Иркутск, Коломна.
- Идея фильма возникла на Свердловской киностудии, поэтому для жителей Екатеринбурга провели специальный показ в ККТ Космос[7].
- В начальном и финальных эпизодах «Адмирала», показывающем съёмки фильма «Война и мир», роль С. Бондарчука сыграл его сын Ф. Бондарчук.
- На главную роль пробовались также Александр Балуев, Александр Домогаров и Алексей Серебряков.
- На роль Тимирёвой пробовались Екатерина Климова, Ольга Будина, Оксана Фандера.
- На роль Софьи Колчак пробовались Евгения Крюкова, Екатерина Гусева, Чулпан Хаматова.
- На роль адмирала Смирнова пробовался Иван Ургант, а на роль Каппеля был утверждён Владислав Галкин, но он сломал ногу на съёмках сериала «Диверсант» и был заменён С. Безруковым.

## Историческая достоверность
В фильме множество «исторических неточностей», однако, по словам режиссёра фильма Андрея Кравчука, создатели фильма и не ставили своей целью детальное изображение истории, стремясь показать через историю адмирала Александра Колчака понятия долга, чести, нравственности, умения сохранять достоинство и выдержку в любых обстоятельствах — то, чего нам остро не хватает сегодня.
По словам кандидата исторических наук и капитана первого ранга Дениса Козлова, «Адмиралъ» «ни в какой степени не соответствует» исторической правде. Сцена с попаданием снаряда из 102-мм орудия эскадренного миноносца «Сибирский стрелок» в рубку немецкого крейсера «Фридрих Карл» — художественный вымысел. В реальности «Сибирский стрелок» был флагманским кораблём капитана I ранга А. В. Колчака и под его командованием группа эсминцев Балтфлота действительно выставила мины, на которых подорвались малые крейсера «Аугсбург», «Газелле» и крейсер «Фридрих Карл», но подобного боевого столкновения не было. К тому же действие фильма начинается в 1916 году, а указанные немецкие корабли были подорваны в 1914 г.

## Критика
Фильм вызвал большое количество откликов в СМИ. Противники картины ставили ей в упрёк «поверхностность», которую не может компенсировать даже харизматичность Хабенского, а также исторические неточности.
Сторонники «Адмирала» приводили в ответ доводы о том, что «это фильм даже не о Колчаке — это фильм о том, как любой, даже плохой порядок в России лучше, чем его разрушение».
Сам режиссёр Кравчук отвечал оппонентам, что он и его команда не пыталась исследовать Гражданскую войну: «Мы лишь показывали людей в определённых исторических обстоятельствах. Красные у нас не плохие, а белые — не хорошие. Наш фильм не о борьбе добрых со злыми. Главное — это судьбы, испытания, которым подвергаются человеческие чувства, когда всё вокруг рушится».